# 변우종
변우종(1981년 ~ )은 대한민국의 배우이자 모델이다.

## 출연작

### 영화
- 《사도》 (2015년) - 정조 내금위장 역
- 《숨바꼭질》 (2013년) - 형사 4 역
- 《감시자들》 (2013년) - 내사 3 역
- 《Mr. 아이돌》 (2011년) - 스타뮤직 오디션 심사위원 역
- 《카페 느와르》 (2010년) - 김철우 역
- 《님은 먼곳에》 (2008년) - 고지전투 통신병 역

### 드라마 & 시트콤
- 《태풍의 신부》 (2022년, KBS2) - 검사 역
- 《비밀의 남자》 (2020년, KBS2) - 장성철 역
- 《꽃길만 걸어요》 (2019년, KBS1) - 노윤기 역
- 《더 뱅커》 (2019년, MBC) - 수찬 수행요원 역
- 《해치》 (2019년, SBS) - 이인좌 수하 역
- 《여우각시별》 (2018년, SBS) - 세타항공 직원 역
- 《끝까지 사랑》 (2018년, KBS2)
- 《으라차차 와이키키》 (2018년, JTBC) - 김용식 역
- 《인형의 집》 (2018년, KBS2) - 정비서 역
- 《꽃 피어라 달순아!》 (2018년, KBS2)
- 《그 여자의 바다》 (2017년, KBS2) - 유재일 역
- 《역적 : 백성을 훔친 도적》 (2017년, MBC) - 사대부 역
- 《미씽나인》 (2017년, MBC) - 부기장 역
- 《다시, 첫사랑》 (2016년, KBS2) - 검사 역
- 《워킹 맘 육아 대디》 (2016년, MBC)
- 《불어라 미풍아》 (2016년, MBC)
- 《밤을 걷는 선비》 (2015년, MBC) - 최필윤 역
- 《징비록》 (2015년, KBS1) - 이몽학 역
- 《별에서 온 그대》 (2013년, SBS)
- 《감자별 2013QR3》 (2013년, tvN) - 장율이 검진받으러 간 병원 의사 역
- 《구가의 서》 (2013년, MBC) - 그림자 역
- 《청담동 앨리스》 (2012년, SBS)
- 《마의》 (2012년, MBC)
- 《그대 없인 못살아》 (2012년, MBC)
- 《무신》 (2012년, MBC)
- 《신의》 (2012년, SBS)
- 《광개토태왕》 (2011년, KBS1) - 태기 역
- 《KBS 드라마 스페셜 - 미련》 (2011년, KBS2)
- 《프레지던트》 (2010년, KBS2)

### 연극
- 《강풀의 순정만화》
- 《유리동물원》
- 《리골렛토》

### 광고
- 삼성생명
- 웰스정수기
- 기아자동차 소울

### 뮤직비디오
- FT아일랜드 - 한사람만